# Neodon forresti
Neodon forresti — вид гризунів родини Cricetidae, що мешкає в Китаї на північному заході провінції Юньнань. Початкове дослідження Хінтона в 1923 році визначило її як морфологічно близьку до китайської чагарникової полівки (N. irene), але з більшим розміром тіла та довшою й темнішою шерстю.

## Середовище існування
Як і в інших видів роду, про середовище існування меконзької полівки доступно дуже мало інформації. Вона мешкає переважно на кам'янистих гірських луках на висоті від 3350 до 3650 метрів.

## Характеристики
Вид досягає довжини голови й тулуба від 10,0 до 13,5 сантиметрів, а хвоста — від 3,6 до 4,3 сантиметрів. Задні лапи мають довжину від 17 до 20 міліметрів, а вуха — від 13 до 15 міліметрів. Це робить його одним з найбільших видів роду. Хутро на спині темно-коричневе, а на животі сіре з сіро-білими відтінками. Зовні вона нагадує полівку ґаньсуйську (Neodon irene), але трохи більша та має довше, темніше хутро на спині. Хвіст двоколірний, з темно-коричневою верхньою поверхнею та білою нижньою. Верхні поверхні лап і рук сіро-білі.